# Ionuț Vînă
Ionuț Daniel Vînă (sinh ngày 20 tháng 2 năm 1995) là một cầu thủ bóng đá người România thi đấu cho Viitorul Constanța.
Anh ra mắt tại Liga I cho Viitorul Constanța trong trận đấu trước Rapid București.

## Danh hiệu

### Câu lạc bộ
Viitorul Constanța
- Liga I: 2016–17